# Classe Hatsuharu
La classe Hatsuharu (初春型駆逐艦, Hatsuharugata kuchikukan) est une série de 6 destroyers de 1er classe de la Marine impériale japonaise construite après 1930.

## Contexte
En conformité avec le Traité naval de Londres de 1930, la taille des navires de la classe Hatsuharu est un peu plus petite que la précédente classe Fubuki, avec un armement légèrement plus faible, adapté à la diminution du déplacement.
Une douzaine de destroyers a été autorisée en 1931 dans le cadre du Plan de réarmement japonais (Maru Ichi Keikaku).

Trois unités ont été planifiées en 1931 et les trois suivantes en 1933. Les six autres unités à construire prendront le nom de classe Shiratsuyu et seront planifiées de la fin de 1933 jusqu'au milieu de 1935.

## Conception
La classe Hatsuharu a été conçue pour accompagner la flotte principale, tout en pouvant mener des attaques à la torpille de jour comme de nuit. Le système de conduite de tir, plus moderne que sur les classes précédentes, est mieux adapté à la lutte antiaérienne. Les tubes lance-torpilles sont aussi équipés de boucliers les protégeant contre le mitraillage des avions.
Au cours de la Guerre du Pacifique, les navires survivants eurent un renforcement de lutte anti-aérienne. La tourelle simple a été retirée sur tous les navires survivants après 1942. Elle fut remplacée par 14 canons automatiques AT/AA de 25 mm, le rajout de deux autres mitrailleuses Hotchkiss de 13,2 mm et de 18 autres depth charges. Un radar fut aussi installé.

De 1941 à 1942, les destroyers sont réaménagés. Deux des quatre canons de 120 mm sont retirés pour être remplacés par 10 canons automatiques AT/AA de 25 mm. L'équipement de mouillage de mines et de déminage est retiré et remplacé par 4 lanceurs de grenade anti-sous-marine avec une réserve de 36 charges.
En juin 1944, les navires survivants passent à 20 canons automatiques AT/AA de 25 mm et 4 mitrailleuses Hotchkiss de 13,2 mm sont ajoutées.

## Les unités
| Nom        | Chantier naval                         | Quille           | Lancement         | Service           | Fin de carrière             | Photo |
| ---------- | -------------------------------------- | ---------------- | ----------------- | ----------------- | --------------------------- | ----- |
| Hatsuharu  | Arsenal naval de Sasebo                | 14 mai 1931      | 27 février 1932   | 30 septembre 1933 | détruit le 13 novembre 1944 |       |
| Nenohi     | Compagnie des docks d'Uraga            | 15 décembre 1931 | 22 décembre 1932  | 30 septembre 1933 | coulé le 5 juillet 1942     |       |
| Wakaba     | Arsenal naval de Sasebo                | 12 décembre 1931 | 18 mars 1934      | 31 octobre 1934   | détruit le 24 octobre 1944  |       |
| Hatsushimo | Compagnie des docks d'Uraga            | 31 janvier 1933  | 4 novembre 1933   | 27 septembre 1934 | coulé le 30 juillet 1945    |       |
| Ariake     | Kawasaki Shipbuilding Corporation Kobe | 14 janvier 1933  | 24 septembre 1934 | 15 mars 1935      | coulé le 28 juillet 1943    |       |
| Yugure     | Arsenal naval de Maizuru               | 9 avril 1933     | 6 mai 1934        | 30 mars 1935      | coulé le 20 juillet 1943    |       |